# 興山丸
興山丸（こうざんまる）は、日本の宇部興産海運が運航するセメント運搬船である。ディーゼルエンジンと電気推進を組み合わせたハイブリッド方式を持つ。

## 特徴
従来のディーゼルエンジン駆動に電気ポッド推進器を組み合わせた、タンデム・ハイブリッド方式のスーパーエコシップである。ポッド推進器は繭型の回転楕円体の中にモーターを内蔵し、船内に収めた旋回装置で回転させることができる推進装置で、運航中に負荷が大きく変わる船舶を中心に、1990年代から主にヨーロッパで採用実績が増加した。本船では、エンジンにより駆動する従来型のスクリュープロペラの後方に、タンデム型（直列）にポッド推進のプロペラを配置し、二つのプロペラの回転方向を逆にすることで2重反転プロペラの効果を得る。ポッド推進のプロペラを操舵装置として用いることにより、港内の離着桟が格段に容易になる利点もある。前部プロペラには4翼可変ピッチプロペラ、後部プロペラにはナカシマプロペラの5翼固定ピッチプロペラが装備されている。同様のハイブリッド方式を持つ船舶には、カーフェリーの「はまなす」「あかしあ」の実績がある。
本船には航海支援システムが搭載され、日本沿岸の気象情報と、海洋研究開発機構のJCOPEの研究成果に基づく定量化された海流予測情報をもとに、航路・船速計画を立案する。これにより更なる省エネルギー運航に寄与する。

## 建造
鉄道建設・運輸施設整備支援機構（鉄道・運輸機構）の一環として、下関菱重エンジニアリング（現 MHI下関エンジニアリング）より設計・建造の技術支援を受け、広島県呉市の神田造船所で建造された。2010年4月2日に進水式・命名式が行われ、鉄道・運輸機構と山機運輸の共有による「興山丸」と命名された。同年8月16日から17日にかけて伊予灘で行われた海上公試運転では在来船に比べ20%以上、公試前の推定値に比べても5%ほどの推進性能の向上が見られた。
本船は日本マリンエンジニアリング学会主催の「マリンエンジニアリング・オブ・ザ・イヤー2010」、2012年度には日本物流団体連合会主催の第13回物流環境大賞を受賞した。